# Уа Туатейл, Лоркан
Лоркан Уа Туатейл или Лоуренс О’Тул, Лаврентий Дублинский (ирл. Lorcán Ua Tuathail, англ. Laurence O’Toole; 1128, Каслдермат, Ирландия — 14 ноября 1180, Э, Нормандия) — архиепископ Дублина, дипломат, святой Римско-Католической церкви, покровитель Ирландии.

## Биография
Лоркан Уа Туатейл родился в 1128 году в городе Каслдермат в ирландской аристократической семье, которая была в родственных связях с ирландским королём. Отец Лоркана Уа Туатейла был вассалом ирландского короля Лейнстера. Своё детство Лоркан Уа Туатейл провёл в монастыре в Глендалохе. В 1151 году, в возрасте 25 лет, стал монахом этого монастыря. В 1154 году стал аббатом этого монастыря, исполняя обязанности настоятеля в течение следующих 22 лет.
В 1162 году был избран архиепископом Дублина. Лоркан Уа Туатейл был первым ирландцем на кафедре Дублина. Распространял почитание святого Кевина. После своего избрания часто посещал монастырь в Глендалохе, чтобы пожить несколько дней в келье святого Кевина. Принимал активное участие в реформировании ирландской церкви XII века, восстановил кафедральный собор Христа в Дублине.
После захвата Дублина в 1171 году англо-норманами и прямого вмешательства английского короля Генриха II Римский папа Адриан IV издал буллу Laudabiliter, которой признавал суверенитет Генриха II над Ирландией. Лоркан Уа Туатейл ради лояльности к Римскому папе был вынужден признать законность действий захватчиков.
В 1173 году вместе с другими ирландскими епископами принимал участие в III Латеранском соборе.
В 1175 году Лоркан Уа Туатейл участвовал в переговорах, которые привели к Виндзорскому миру. В 1179 году был назначен Римским папой легатом в Ирландии. Будучи папским посланником смог примирить английского короля Генриха II и последнего ирландского короля Руайдрима II (король Коннахта с 1166—1186). Будучи посланником Римского папы несколько раз встречался с Генрихом II. В 1180 году был изгнан Генрихом II из Англии в Нормандию. Найдя прибежище в монастыре города Э, он вскоре скончался 14 ноября 1180 года.

## Прославление
11 декабря 1225 года Римский папа Гонорий III причислил Лоркана Уа Туатейла к лику святых.
В 1442 году часть мощей святого Лоркана Уа Туатейла была привезена в Англию и хранились в церкви его имени в городе Чорли. Во время правления Генриха VIII эти мощи пропали.
Сердце святого Лоркана Уа Туатейла находится в Дублине в кафедральном соборе Христа. 2 марта 2012 года эти мощи были похищены, однако в апреле 2018 года были найдены неповреждёнными в Феникс-парке после того, как Гарда Шихана получила анонимный намёк на местоположение сердца. Как сообщили СМИ, воры вернули его, так как считали, что оно проклято и является причиной смерти близких похитителей от сердечного приступа. 26 апреля на вечерне помощник комиссара Пэт Лихи (Pat Leahy) официально передал реликварий англиканскому архиепископу Дублина Майклу Джексону. 14 ноября возвращённая реликвия была выставлена в соборе.
День памяти в Католической церкви — 14 ноября.

## Источник
- Laurentius O’Toole von Dublin  (нем.)